# Explorer (videogioco)
Explorer è un videogioco pubblicato a fine 1986 – inizio 1987 per i computer Amstrad CPC, Commodore 64 e ZX Spectrum dall'editrice britannica Electric Dreams. Venne sviluppato dalla RamJam Corporation, allora nota per altri prodotti strani come Valkyrie 17. Il protagonista è precipitato con l'astronave su un pianeta sconosciuto ricoperto di giungla e ne deve esplorare la superficie. Una particolarità di Explorer era l'enorme dimensione del territorio da esplorare, ad ogni modo molte delle recensioni che il gioco ricevette sulle riviste di settore furono estremamente negative.

## Modalità di gioco
L'obiettivo è recuperare nove componenti dell'astronave sparsi in punti sconosciuti del pianeta per poterla riparare. Il territorio è costituito da una griglia di luoghi nella giungla, per un totale dichiarato di 40 miliardi di posizioni possibili, sebbene in realtà sembra che siano circa 4 miliardi (griglia 65536 x 65536). Gli scenari mostrano vegetazione, rocce, fiumi, o anche templi e altre costruzioni, sebbene non si incontri mai alcun abitante. Le visuali ravvicinate sono graficamente dettagliate, ma poco interattive e poco variate; un numero limitato di elementi grafici, con animazioni minimali, si ripete in varie combinazioni negli innumerevoli luoghi.
Il personaggio del giocatore si ritrova solo e equipaggiato di jet pack, sonar, bussola, alcuni radiofari e relativo ricevitore, pistola laser, droni per il trasporto dei componenti una volta trovati. Si dispone di una riserva di energia che viene consumata con l'utilizzo delle apparecchiature.
Quando ci si muove a piedi la visuale è in prima persona e i controlli del movimento sono di tipo rotazionale; cambiando orientazione si fa scorrere il paesaggio in modo graduale. La direzione nella quale il personaggio è rivolto viene indicata in gradi. Si può far apparire un menù per attivare varie funzioni, mentre con gli appositi tasti si avvia il jet pack che permette di volare a 1000 o 2000 piedi di quota. Quando si è in aria la visuale diventa una mappa della porzione di territorio circostante diviso in caselle, a due diverse scale a seconda della quota; gli spostamenti sono più veloci, con controlli diretti nelle quattro direzioni.
Il sonar rileva la direzione e, se non è troppo elevata, la distanza approssimativa dell'obiettivo più vicino. I radiofari si possono piazzare ovunque come punti di riferimento per il ricevitore, che ne rileva distanza e direzione, in modo da capire la propria posizione tramite triangolazione; sono anche direttamente visibili come quadratini nella visuale dall'alto.
Gli unici nemici che può capitare di incontrare sono insetti robotici volanti che assorbono l'energia; si possono eliminare controllando la pistola laser tramite un mirino, l'unica sequenza di azione vera e propria del gioco.
In alcuni luoghi è possibile trovare portali colorati che fanno da stazioni di teletrasporto. Per utilizzarli si digita il nome del luogo di destinazione, che può essere una qualunque sequenza di lettere; a ogni nome, secondo un qualche algoritmo non precisato, corrisponde una dei miliardi di posizioni possibili.